# فریدریش ویلهلم راه
 فریدریش ویلهلم راه (انگلیسی: Friedrich Wilhelm Rahe؛ زاده ۱۶ آوریل ۱۸۸۸ درگذشته ۱۸ فوریهٔ ۱۹۴۹) یک تنیس‌باز اهل آلمان بود.